# Hoàng Kim Huy
Hoàng Kim Huy hay Wee Kim Wee (giản thể: 黄金辉; phồn thể: 黃金輝; bính âm: Huáng Jīnhuī; POJ: Ng Kim-fei; 4/11/1915 – 2/5/2005) là tổng thống thứ tư của Singapore.

## Tiểu Sử
Năm 1915, Hoàng Kim Huy sinh ra trong một gia đình nhỏ làm nghề điện báo ở Singapore . Cha Hoàng Chung Linh , mẹ Chu Lai Hoa . Cha tôi chỉ mới tám tuổi khi ông qua đời. Hoàng Kim Huy học tại trường Outram Park (nay là trường trung học Outlam ) và làm phóng viên tin tức chính trị cho The Straits Times từ năm 1930 . Năm 1936, ông kết hôn với Chu Su Xang.
Ông Hoàng Kim Huy từ chức năm 1941 và trở thành phóng viên của United Press ở Singapore , Malaysia và Borneo . Năm 1959, ông Hoàng Kim Huy trở lại The Straits Times với chức vụ phó tổng biên tập. Vào những năm 1960, ông Hoàng Kim Huy đến Congo thuộc Bỉ để đưa tin về nội chiến . Từ năm 1965, ông Hoàng Kim Huy đã đến Indonesia và các nước khác để phỏng vấn. Trong giai đoạn này, Tổng thống Indonesia Suharto đã bày tỏ với ông trong một cuộc phỏng vấn độc quyền rằng ông Hoàng Kim Huy sẵn sàng chấm dứt cuộc đối đầu giữa Malaysia và Ấn Độ , điều đã gây ra chấn động.
Ông Hoàng Kim Huy từ chức năm 1973 và trở thành Cao ủy Chính phủ Singapore tại Malaysia . Năm 1980, ông Hoàng Kim Huy được bổ nhiệm làm đại sứ tại Nhật Bản và Hàn Quốc . Tháng 5 năm 1984, ông Hoàng Kim Huy trở lại Singapore để giữ chức vụ Chủ tịch Ban Phát thanh Truyền hình Singapore .
Ngày 31 tháng 8 năm 1985, ông Hoàng Kim Huy được bầu làm Tổng thống thứ tư của Cộng hòa Singapore. Vào ngày 2 tháng 9, Huang Jinhui đã tuyên thệ nhậm chức tổng thống thứ tư của Singapore tại Phủ Tổng thống dưới sự bảo trợ của Thủ tướng Lý Quang Diệu .
Ngày 1 tháng 9 năm 1993, ông Hoàng Kim Huy từ chức tổng thống vì vấn đề sức khỏe và tuổi tác và bắt đầu chuẩn bị cho cuộc bầu cử tổng thống trực tiếp. Vào ngày 2 tháng 5 năm 2005, Hoàng Kim Huy qua đời do bệnh ung thư tuyến tiền liệt tái phát và điều trị không hiệu quả. Ông có một con trai, Bin Hoàng, Học Khang ; Alice Hoàng Kim Huy , 6 con gái và 13 đứa cháu.